# Дорасо, Викаш
Вика́ш Дорасо́ (фр. Vikash Dhorasoo; 10 октября 1973, Арфлёр) — французский футболист, полузащитник. Является спонсором футбольного клуба Пари Фут Гей, созданного для борьбы с гомофобией на стадионах.
Женат, две дочери (2003 и 2005 годов рождения).

## Клубная карьера
Викаш родился в Арфлёре, городе близ Гавра в Нормандии. Дорасо начал свою футбольную карьеру в клубе «Гавр», где он дебютировал в игре с «Сент-Этьеном» в августе 1993 года, которая завершилась нулевой ничьей. После пяти лет в «Гавре», он продолжал играть за «Лион» в 1998 году. Он считался перспективным полузащитником, а также один из лучших дриблеров в истории «Лиона».

## Достижения
Лион
- Обладатель Кубка Лиги: 2001.
- Чемпион Франции: 2002/03, 2003/04.

Бордо
- Обладатель Кубка Французской лиги: 2001/02,

Пари Сен-Жермен
- Обладатель Кубка Франции: 2006

Милан
- Обладатель Суперкубка Италии: 2004.